# Qara Bagh (distrikt i Ghazni)
Qara Bagh är ett distrikt i Afghanistan. Det ligger i provinsen Ghazni, i den centrala delen av landet, 180 kilometer sydväst om huvudstaden Kabul. Administrativ huvudort är Qara Bagh.
Distriktet beräknades år 2022 ha cirka 167 000 invånare.